# 趙黒
趙 黒（ちょう こく、生年不詳 - 482年）は、北魏の宦官。字は文静。趙黙（ちょう もく）とも書かれる。

## 経歴
祖先は河内郡温県の人と称するが、五世の祖の趙術が晋末に平遠将軍・西夷校尉となり、酒泉郡安弥県に移住した。趙黒はもとの名を海といい、北涼の隷戸であった。北魏が北涼を滅ぼすと、趙海は去勢されて、黒と名を改めた。容貌にすぐれ、謹直にうやうやしく仕え、細かく心を配った。太武帝の御膳の出し入れを任されると、間違いを犯すことがなかった。侍御に転じ、典監蔵をつとめ、安遠将軍の号を受け、睢陽侯の爵位を受けた。選部尚書に転じ、官僚人事の推挙を担当した。侍中の任を加えられ、河内公に爵位を進めた。
471年（皇興5年）、献文帝が京兆王拓跋子推に帝位を譲ろうとの内意を示すと、群臣たちには発言しようとする者もなかったが、ひとり源賀が反対論を唱えた。献文帝は顔色を変えて怒り、趙黒にそのことを問うと、趙黒は皇太子の拓跋宏（孝文帝）に後を嗣がせるよう主張した。献文帝は長らく沈思していたが、結局は孝文帝に帝位を譲った。
ときに尚書李訢が趙黒とともに選部を担当しており、李訢は中書侍郎の崔鑑を東徐州刺史に、北部主書郎の公孫処顕を荊州刺史に、選部監の公孫蘧を幽州刺史に、私的な関係から推挙した。趙黒が人事を乱されることを憎んで朝廷に訴えると、献文帝は訴えの一部を認めて、公孫蘧の人事について差し止めた。李訢はその報復として、趙黒が監蔵の任にあったときに横領を行ったと告発し、趙黒は左遷されて門士となった。年が明けて趙黒は入朝し、侍御・散騎常侍・侍中・尚書左僕射となり、再び選部を兼ねた。李訢の専横を告発して、李訢は徐州刺史として出された。477年（太和元年）、李訢が反乱の罪を問われるにあたって、趙黒は証拠を固め、処断に追いこんだ。
趙黒は仮節・鎮南大将軍・儀同三司・定州刺史として出向し、爵位を王に進めた。481年（太和5年）、孝文帝と文明太后が南巡して中山に入ると、趙黒が賄賂の受け取りを拒絶した話が奏聞され、帛500匹と穀物1500石を賜った。冀州刺史に転じた。482年（太和6年）秋、在官のまま死去した。司空公の位を追贈された。諡は康といった。
族弟の趙奴の四男の趙熾が後を嗣ぎ、揚州安南府長史・平遠将軍となった。

## 伝記資料
- 『魏書』巻94 列伝第82
- 『北史』巻92 列伝第80